# Deák Nagy Marcell
Deák Nagy Marcell (Budapest, 1992. január 28. –) magyar sprinter, főszáma a 400 m síkfutás. Edzője Benkő Ákos.
2008 februárjában, még serdülő versenyzőként, fedett pályás ifjúsági magyar csúcsot (47,93) futott Budapesten. Ugyanebben az évben magyar bajnok lett 400 méteren fedett pályán és szabadtéren egyaránt. 2009 decemberében a dohai Gymnasiadén nyert aranyérmet.
2010-ben újra fedett pályás bajnok lett. Az itt elért eredménye mindössze 11 századmásodperccel maradt el a világbajnoki kiküldetési szinttől. A 2010-es junior világbajnokságon, a kanadai Monctonban, ezüstérmet nyert 400 méteren. Egy héttel ezután a felnőtt Európa-bajnokságon indult a 4 × 400 méteres váltó tagjaként, amely nem jutott tovább a selejtezőből. Augusztusban felnőtt magyar bajnok lett.
2011-et fedett pályás magyar bajnoki címmel kezdte. Júniusban junior magyar csúcsot (46,01) futott az I. osztályú atlétikai csapat Európa-bajnokságon Izmirben, majd Szlovéniában is (45,74). A Tallinnban rendezett junior Eb-n hatalmas fölénnyel, új felnőtt országos csúccsal (45,42) nyerte a férfi 400 m-es síkfutás versenyszámát. Ezzel az eredménnyel felkerül a junior európai 400 m-es örök ranglista 6. helyére. Eredményével teljesítette az olimpiai B-szintet. Augusztusban az Universiaden és az ob-n is aranyérmet nyert.
2012 júniusában ismét magyar bajnok volt. A szezonban ekkor futott először 46 másodpercen belül. Az Európa-bajnokságon az elődöntőből másodikként jutott a fináléba, tovább javítva az éves csúcsát (45,68). A döntőben ezen az eredményen javítva (45,52) második lett. Az olimpián a selejtezőben 46,17 másodpercet teljesített, amivel 5 századmásodperccel elmaradt a továbbjutó pozíciótól és kiesett.

## Egyéni rekordjai
| Versenyszám    | Idő   | Szélsebesség | Helyszín | Dátum            |
| -------------- | ----- | ------------ | -------- | ---------------- |
| 200 m          | 22,03 |              | Budapest | 2009. május 30.  |
| 400 m          | 45,42 |              | Tallinn  | 2011. július 22. |
| 400 m (fedett) | 47,01 |              | Bécs     | 2011. február 1. |

## Díjai, elismerései
- Az év gödöllői sportolója (2010)
- Az év magyar junior atlétája (2010)
- Junior Prima díj (2011)
- Az év magyar U23-as atlétája (2012)